# Pleurothallis bahorucensis
Pleurothallis bahorucensis är en orkidéart som beskrevs av Carlyle August Luer. Pleurothallis bahorucensis ingår i släktet Pleurothallis och familjen orkidéer. Inga underarter finns listade i Catalogue of Life.